# Herbert Jankuhn
Herbert Jankuhn (né le 8 août 1905 et mort le 30 avril 1990) est un archéologue allemand. Il rejoint le parti nazi dans les années 1930, est membre de l'Ahnenerbe et sert dans une division SS, mais est néanmoins réhabilité après guerre. Il est surtout connu pour ses fouilles sur le site de l'âge viking de Hedeby, et pour son rôle déterminant dans la publication de la deuxième édition du Reallexikon der Germanischen Altertumskunde. Il a notamment travaillé sur la tapisserie de Bayeux.[réf. souhaitée]. 

## Enfance
Herbert Jankuhn est né à Angerburg, en Prusse-Orientale (dans l'empire allemand), le 8 août 1905. Son grand-père paternel était lituanien et sa mère était une Masure. Passant sa jeunesse à Tilsitt, Jankuhn a étudié la germanistique, l'histoire, la philologie et l'exercice physique aux universités de Königsberg, d'Iéna et de Berlin. Ayant étudié sous Max Ebert (en) et Carl Schuchhardt, Jankuhn a obtenu un doctorat en archéologie à l'Université de Berlin en 1931. Jankuhn a été fortement influencé par Wilhelm Unverzagt (en) et Albert Kiekebusch, qui ont tous deux critiqué les théories de l'archéologie des colonies de Gustaf Kossinna. 

## Dans le troisième Reich

### Dans la SS
À l'été 1936, Jankuhn fit une demande d'adhésion à la Schutzstaffel et, fin 1936, il est jugé « apte à rejoindre la SS ». Il passe alors le 1er mars 1937 de la SA à la SS (numéro de matricule 294 689), à laquelle il appartient d'abord en tant que SS-Mann à l'état-major de la section XX de la SS. Parallèlement, Jankuhn adhère au parti national-socialiste des travailleurs allemands (no 3970135). L'année suivante, il devint membre de l'Ahnenerbe de la SS et y fut nommé chef adjoint du département archéologique. La SS et l'Ahnenerbe prennent ainsi officiellement en charge les fouilles à Hedeby. 
Durant cette campagne de fouille, il ouvre le débat sur les évolutions commerciales survenues dans la Mer Baltique et en Europe du Nord durant le Haut Moyen Âge. Il explore les implications sociales et économiques de l'émergence de grands ports marchands sur les rives des mers nordiques et développe une approche interdisciplinaire qui influence les projets archéologiques suivants en Allemagne, aux Pays-Bas et au Danemark.
Six mois plus tard, Jankuhn devient, avec le soutien de Himmler, le nouveau directeur du musée des antiquités préhistoriques de Kiel, et peu de temps après, il est promu au rang de Untersturmführer sur ordre personnel de Himmler. Après avoir tenu une conférence lors de la réunion annuelle commune de l'association des amis de la préhistoire germanique et de l'Ahnenerbe en 1938, Jankuhn organisa la première réunion annuelle indépendante de l'Ahnenerbe à la Pentecôte 1939. Après le départ de Hans Schleif (en) en 1940, il devient finalement directeur du "Lehr- und Forschungsstelle Ausgrabungen" (centre d'enseignement et de recherche sur les fouilles) du SS-Ahnenerbe et, en même temps, professeur à l'université de Kiel. Entre-temps, il avait déjà été promu Sturmbannführer. Il a d'abord dirigé le groupe de recherche qui étudiait entre autres la tapisserie de Bayeux. Il s'exprime sur cette œuvre du XIe siècle, illustrant la conquête de l'Angleterre par les Normands, le 14 avril 1941 devant un cercle d'amis de Himmler et à nouveau en août 1943 devant l'Académie allemande à Stettin.